# Eumetabola
Die Eumetabola sind ein Taxon der Insekten, in dem die Paraneoptera und die Holometabola zu einer Klade zusammengefasst werden. Die Gruppe ist bei der kladistischen Klassifikation der Insekten gebräuchlich. Schwestergruppe der Eumetabola wären die Polyneoptera.

## Morphologische Merkmale
Überzeugende morphologische Autapomorphien zur Begründung eines Taxons Eumetabola können kaum angegeben werden. Das am häufigsten genannte Merkmal ist eines der Larvalmorphologie: Bei den Larven (bei fehlenden Larvalorganen auch Nymphen genannt) fehlen die Punktaugen oder Ocellen. Dieses Merkmal wurde zuerst 1955 durch den britisch-kanadischen Entomologen Herbert Holdsworth Ross aufgestellt.
Als weitere Merkmale werden aufgeführt: Eine slerotisierte Spange („jugal bar“) im Jugalfeld der Hinterflügel; Morphogenese der männlichen Begattungsorgane von der Bauchseite (Ventralseite) des neunten Abdominalsegments (bei anderen wäre es das zehnte); in den Eiröhren (Ovariolen) der Weibchen wird aus dem Zytoskelett der vorderen Oocyten ein Nährstrang („nutritive cord“) gebildet.

## Genetische Merkmale
Bei der Betrachtung der Phylogenie der Insekten anhand des Vergleichs homologer DNA-Abschnitte, oft Phylogenomik genannt, wurde bei den meisten Analysen ein Taxon Eumetabola bestätigt.

## Phylogenie und Systematik
Die Gruppe ist weder nach den genetischen noch nach den morphologischen Daten mit herausragender Sicherheit begründbar. Ihre Verwendung beruht vor allem darauf, dass sie den Daten zumindest nicht widerspricht und es derzeit keine überzeugendere Alternative dazu gibt. Einige Systematiker, die ein Schwestergruppenverhältnis zwischen Paraneoptera (= Acercaria) und Holometabola (Endopterygota) befürworten, verzichten ganz darauf, das Taxon auch zu benennen.
Bei der kleinen Ordnung der Bodenläuse (Zoraptera), die von zahlreichen früheren Bearbeitern in die Paraneoptera mit einbezogen worden ist, besitzen die Larven Ocellen. Die Stellung der Zoraptera ist aber unklar und umstritten, neuere Systeme sehen sie eher innerhalb der Polyneoptera, möglicherweise als Schwestergruppe der Ohrwürmer (Dermaptera). Die übrig bleibenden Gruppen entsprechen dann dem Taxon der Acercaria der klassischen Autoren. Das Taxon wird aber in neueren Veröffentlichungen eher unter dem Namen Paraneoptera geführt, Acercaria wäre, in dieser Auffassung, dann synonym dazu.